# Acidogeen
Acidogeen betekent zuurvormend.
Acidogene micro-organismen zijn bacteriën die uit voedselbronnen zuur kunnen vormen, wat de pH in de omgeving dan doet dalen. Voorbeelden zijn Streptococcus mutans en Lactobacillus die in de tandplaque zitten en cariës veroorzaken.